# 彼得·塞特拉
彼得·保羅·塞特拉（英語：Peter Paul Cetera，/səˈtɛrə/ sə-TERR-ə；1944年9月13日—）是美國歌手、詞曲作家。

## 生平
塞特拉在單飛之前，他最知名的身分為搖滾樂團芝加哥乐队的創始成員與貝斯手兼主唱（1967年至1985年）。塞特拉與芝加哥樂團錄製了共17張專輯，他自己也發行了9張個人專輯。
除了大衛·福斯特和艾美·葛蘭特，塞特拉還曾與其他國際知名的藝人合作，包括：海灘男孩、比利·喬、凱倫·卡本特、保羅·安卡、昂內塔·費爾特斯科格、理查·史特班、邦妮·雷特、瑪丹娜、大衛·吉爾摩、Az Yet、雪兒、夏卡·康、克莉斯托·貝爾納、蘿娜·里維斯和艾莉森·克勞絲。他的歌曲也數度出現在電影和電視節目的原聲帶中。

## 成就
芝加哥樂團在憑藉著第十張專輯中由塞特拉創作的歌曲《If You Leave Me Now》奪得了第一座葛萊美獎，而同時這也是樂團第一首冠軍單曲。
個人方面，塞特拉擁有6首前40名單曲，其中兩首：《Glory of Love》和《The Next Time I Fall》在1986年的《告示牌》的百大單曲榜上名列第一。由塞特拉、大衛·福斯特和黛安·尼尼（Diane Nini）合寫的《小子難纏2》主題曲《Glory of Love》獲得了奧斯卡獎和金球獎的最佳原創歌曲提名。1987年，塞特拉以《Glory of Love》獲頒ASCAP的「最佳電影歌曲演出」（Most Performed Songs from Motion Pictures）獎項，此外也獲得葛萊美最佳流行男歌手獎的提名。同年，塞特拉與艾美·葛蘭特合唱的《The Next Time I Fall》獲得葛萊美最佳流行組合或團體獎的提名。1989年他以與雪兒合唱的《回到陰陽界》電影主題曲《After All》，再度獲得奧斯卡最佳原創歌曲提名。
2014年，有塞特拉參與錄製的芝加哥樂團首張專輯《Chicago Transit Authority》被引入葛萊美名人堂中。2016年4月，塞特拉以芝加哥樂團成員身分入選搖滾名人堂。2017年，塞特拉、羅伯特·蘭姆和詹姆斯·潘科以芝加哥樂團主要詞曲作家身分入選詞曲作家名人堂。

## 個人專輯
- 《Peter Cetera（英语：Peter Cetera (album)）》（1981年9月，錄音室專輯）
- 《Solitude/Solitaire（英语：Solitude/Solitaire）》（1986年6月23日，錄音室專輯）
- 《One More Story（英语：One More Story）》（1988年8月，錄音室專輯）
- 《World Falling Down（英语：World Falling Down）》（1992年10月7日，錄音室專輯）
- 《One Clear Voice（英语：One Clear Voice）》（1995年，錄音室專輯）
- 《You're the Inspiration: A Collection（英语：You're the Inspiration: A Collection）》（1997年5月20日，合輯專輯/精選輯）
- 《Another Perfect World（英语：Another Perfect World）》（2001年3月28日，錄音室專輯）
- 《You Just Gotta Love Christmas（英语：You Just Gotta Love Christmas）》（2004年10月19日，錄音室專輯）
- 《The Very Best of Peter Cetera》（2017年，合輯專輯/精選輯）

## 外部連結
- 官方网站
- 中的“彼得·塞特拉”
- Peter Cetera在互联网电影资料库（IMDb）上的資料（英文）
- 彼得·塞特拉在Allmusic上的頁面